# Graziella Granata

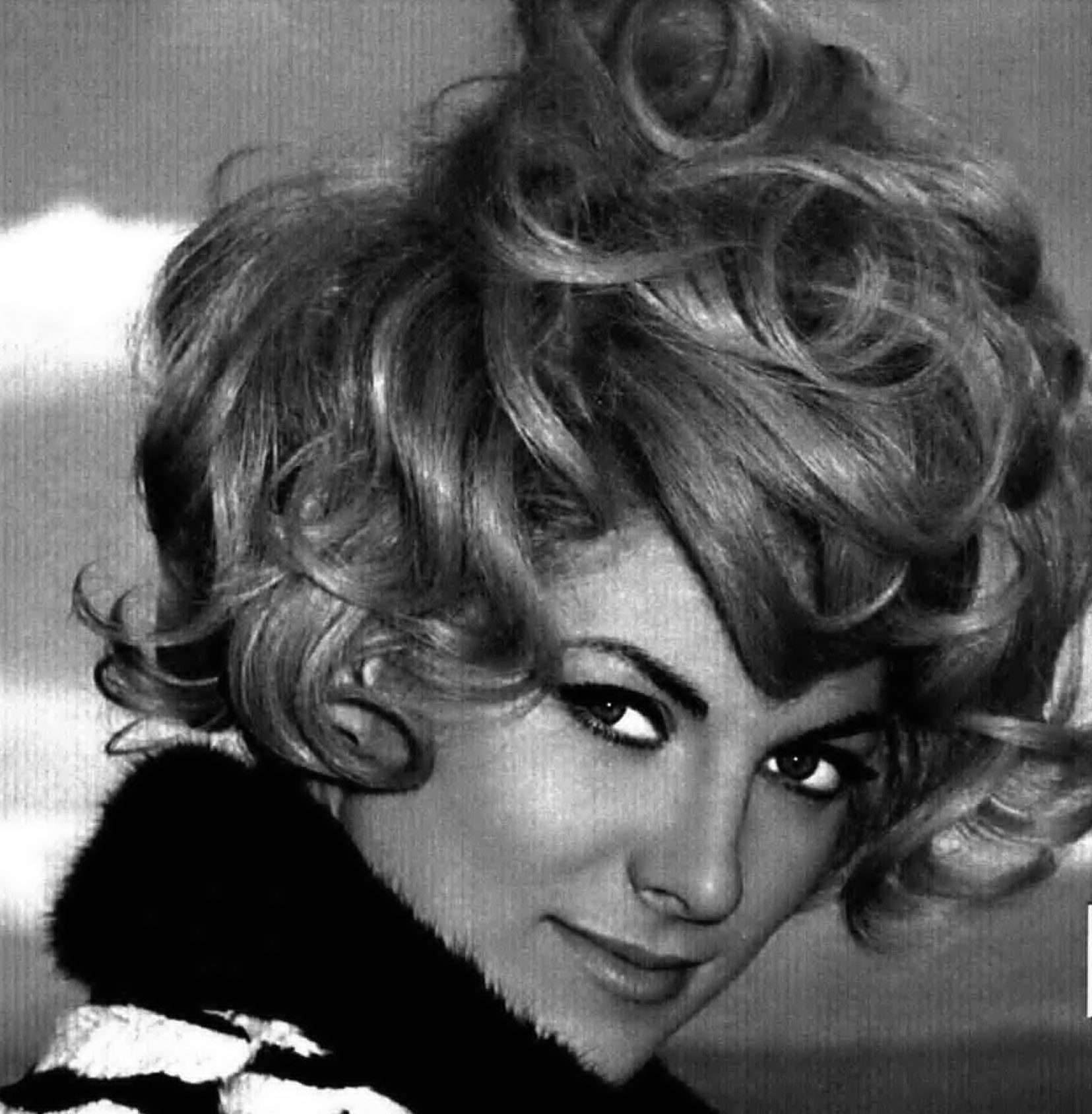
Graziella Granata 1968

Graziella Granata (* 16. März 1941 in Rom) ist eine italienische Schauspielerin.

## Karriere
Granata machte 1960 am Centro Sperimentale di Cinematografia ihren Schauspielabschluss. Sie wurde von Rizzoli Films unter Vertrag genommen und in einigen Abenteuerfilmen eingesetzt. Nachdem ihre Karriere zunächst gute Fortschritte gemacht hatte, stockte sie ab Mitte der 1960er Jahre; sie kam nicht mehr über größere Nebenrollen hinaus. Granata beendete 1972 daher ihre Filmkarriere und war noch einige Zeit beim Fernsehen und auf der Bühne tätig.
1967 erhielt Graziella Granata einen David di Donatello für ihre Darstellung in La ragazza del bersagliere.

## Filmografie
- 1959: Die größte Schau der Nacht (Europa di notte)
- 1959: Der Sohn des roten Korsaren (La scimitarra del Saraceno)
- 1960: Die Freuden der Junggesellen (I piaceri dello scapolo)
- 1961: Maciste und die Königin der Nacht (Maciste l’uomo più forte del mondo)
- 1962: Appuntamento in riviera
- 1962: Die Rache des Vampyr (La strage dei vampiri)
- 1962: Il segno del vendicatore
- 1962: Smog
- 1962: Die tollen Hunde der karibischen See (Lo sparviero dei Caraibi)
- 1963: Liola
- 1963: Taxifahrer (I 4 tassisti)
- 1964: Amori pericolosi
- 1964: Gastmahl der Liebe (Comizi d’amore) (Dokumentarfilm)
- 1964: Helle Stimmen (Le voci bianche)
- 1965: Genosse Don Camillo (Il compagno Don Camillo)
- 1965: Schlüsselparty in Texas (Una moglie americana)
- 1966: Ein fast perfekter Mörder (Delitto quasi perfetto)
- 1966: Io, io, io… e gli altri
- 1966: Ischia operazione amore
- 1966: Der Unverstandene (Incompreso)
- 1967: Fluchtpunkt Akropolis (Bersaglio mobile)
- 1967: La ragazza del bersagliere
- 1968: Die Ente klingelt um ½ 8
- 1968: Die letzte Rechnung zahlst du selbst (Al di là della legge)
- 1968: Fünf Hundesöhne (Cinque figli di cane)
- 1969: Die Degenerierten (Satyricon)
- 1970: Sein bestes Stück verkauft man nicht (Il trapianto)
- 1970: Don Camillo e i giovani d’oggi (unvollendet)
- 1971: Fratello ladro